# 田井れい花
田井 れい花（たい れいか)は、日本のフリーアナウンサー。FIRST AGENT所属。2012年以前は田井麗花名義で活動していた。

## 人物
- 大阪府寝屋川市出身。
- 2003年12月 - 2006年9月 福島テレビ契約アナウンサー。
- 2006年10月 フリー。
- 2011年1月19日 - 12月29日 QVCナビゲーター。
- 2012年1月 - 3月 サンテレビ契約キャスター。
- 2013年テレビ朝日系列ワイド!スクランブルにレポーターとして出演。
- 2014年テレビ朝日系列サンデースクランブルにリポーターとして出演。
- 2016年テレビ朝日系列スーパーJチャンネルに特集コーナーリポーターとして出演中
- 2025年よりショップチャンネルキャスト[1]。

## テレビ
FTV契約

- 弦哲也のFTVカラオケグランプリ（司会、FTV契約終了後も継続していた）
- ほっとスポット（キャスター）
- サタふく（司会・リポーター）
- FTVニュース
- FNNスピークローカルニュース

フリー

- ねっとわーく阪神(リポーター）
- 高校野球兵庫県大会（リポーター）
- 高校サッカー兵庫県大会（リポーター）
- ドラマティック9（MC）
- 奥様110番(リポーター）
- gems tv（キャスター）
- jlc news （キャスター）
- せのぶら!（朝日放送・リポーター）
- QVC(ナビゲーター）
- ワイド!スクランブル(レポーター）
- ベアミネラル通販インフォマーシャル
- サンデースクランブル(リポーター）
- ニュースエブリィ（リポーター）
- スーパーJチャンネル(リポーター）
- Jスポーツ フィギュアスケート中継（実況、ナレーション）